# Hamad Rakea Al Anezi
Hamad Rakea Al Anezi (22 aprile 1984) è un calciatore bahreinita, centrocampista dell'Al-Hidd.

## Carriera

### Club
Ha sempre giocato nel campionato di casa.

### Nazionale
Con la maglia della Nazionale ha collezionato 41 presenze.